# Повіт Імадате
Пові́т Імада́те (яп. 今立郡, いまだてぐん, МФА: [imadate guɴ]) — повіт в префектурі Фукуй, Японія.